# Związek gmin Hardheim-Walldürn
Związek gmin Hardheim-Walldürn – związek gmin (niem. Gemeindeverwaltungsverband) w Niemczech, w kraju związkowym Badenia-Wirtembergia, w rejencji Karlsruhe, w regionie Rhein-Neckar, w powiecie Neckar-Odenwald. Siedziba związku znajduje się w mieście Walldürn, przewodniczącym jego jest Karl-Heinz Joseph.
Związek zrzesza jedno miasto i dwie gminy wiejskie:
- Hardheim, 7 223 mieszkańców, 87,03 km²
- Höpfingen, 3 152 mieszkańców, 30,47 km²
- Walldürn, miasto, 11 702 mieszkańców, 105,88 km²